# Tibellus somaliensis
Tibellus somaliensis är en spindelart som beskrevs av Van den Berg och Ansie S. Dippenaar-Schoeman 1994. Tibellus somaliensis ingår i släktet Tibellus och familjen snabblöparspindlar. Inga underarter finns listade i Catalogue of Life.